# Lupinenstraße

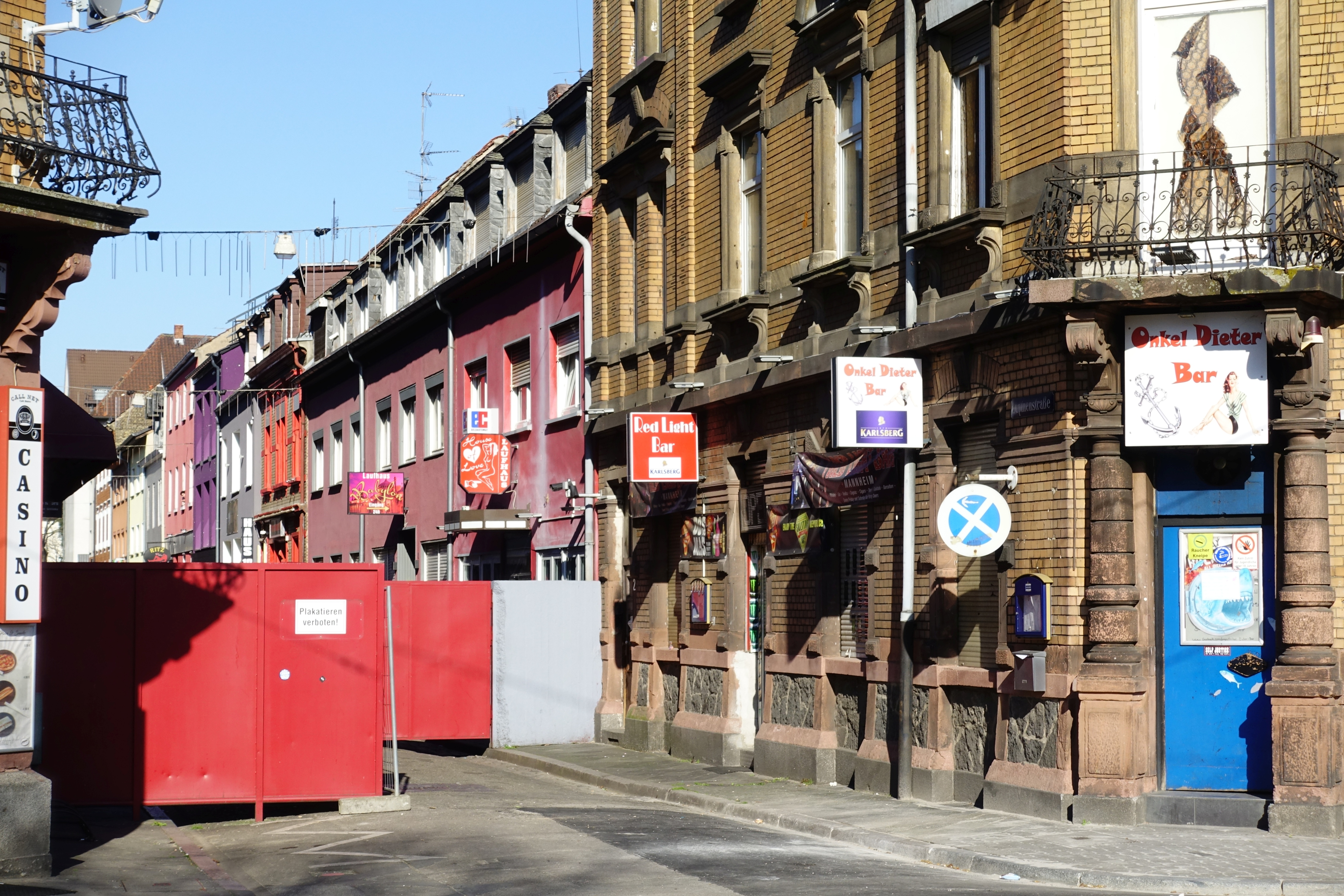
Eingang zur Lupinenstraße

Die Lupinenstraße, bis 1961 Gutemannstraße, im Volksmund auch Neunzehnte genannt, ist eine Straße in Mannheim, die als Bordellstraße zur Prostitution (ca. 120 bis 140 Frauen) genutzt wird. Sie liegt als westlichste und damit als neunzehnte und letzte Querstraße der Mittelstraße am Rande des Stadtteils Neckarstadt-West.

## Geschichte
Die Neckarstadt-West hat ihren Ursprung in den 1682 fertiggestellten Bürgergärten nördlich des Neckars, den „Neckargärten“. Diese wurden ab 1871 schrittweise zur Bebauung freigegeben. Bis 1892 wurde die heutige Lupinenstraße als N1 bezeichnet, zwischen 1892 und 1902 als 19. Querstraße. 1902 erhielten die ursprünglich nur nummerierten Querstraßen der damaligen „Neckarvorstadt“ Namen. Bis 1961 hieß sie dann Gutemannstraße. An der Nordseite der Neckargärten war am Gewann „Im Guten Mann“ ein ehemaliger Flussarm, der „Gutemanngraben“ verlaufen.
Schon in der Zeit des Nationalsozialismus war sie eine Bordellgasse und wurde auch während des Krieges für die Prostitution genutzt. Bei einem Bombenangriff auf Mannheim im April 1943 wurde die Straße schwer getroffen. 1961 wurden die Dirnen-Pensionen geräumt, die Straße in Lupinenstraße umbenannt. Die Bezeichnung leitet sich von der Pflanze Lupine ab, ist aber eine Anspielung auf Lupa, wie im antiken Rom öffentliche Dirnen genannt wurden. Bis 1968 waren dort Gastarbeiter untergebracht, da trotz Wohnungsnot Bürger dort nicht einziehen wollten. Die Umsiedlungspläne für die Prostituierten scheiterten letztlich. Die Lupinenstraße wurde 1968 wieder als mit Sichtblenden versehene Bordellgasse eröffnet.
In den Häusern an der Straße sitzen die Prostituierten in Koberfenstern der 18 Häuser, präsentieren sich und warten auf Freier bzw. sprechen die männlichen Passanten bei geöffnetem Fenster an.